# Jamie Heaslip
James Peter Richard Heaslip (* 15. Dezember 1983 in Tiberias, Israel) ist ein ehemaliger irischer Rugby-Union-Spieler, der auf der Position der Nummer Acht spielte. Er war für die Region Leinster und die irische Nationalmannschaft aktiv.
Heaslip begann seine Rugbykarriere beim Naas RFC, spielte für die Universität Dublin und den Clontarf RFC. Sein Debüt für Leinster gab er im März 2005 in der Celtic League. Zuvor wurde er zum besten U21-Spieler der Welt gewählt, nachdem er mit der irischen Nationalmannschaft dieser Altersklasse das Finale der Weltmeisterschaft erreicht hatte und sich dort nur Neuseeland geschlagen geben musste. Im Herbst 2006 wurde er erstmals bei der Herrennationalmannschaft gegen die Pacific Islanders eingesetzt; er war der tausendste Spieler, der für Irland auflief.
Heaslip wurde für die Weltmeisterschaft 2007 nominiert und kam in zwei Spielen zum Einsatz. Bei den Six Nations 2008 wurde er zum Stammspieler und erreichte mit Irland bei der Ausgabe 2009 den Grand Slam. Er wurde folglich auch für die Südafrika-Tour der British and Irish Lions berücksichtigt. Mit Leinster gewann er in diesem Jahr zudem den Heineken Cup.
Am 26. Februar 2018 gab Heaslip seinen Rücktritt aufgrund einer Verletzung bekannt.